# Patrik Juhlin
Clas Patrik Juhlin (ur. 24 kwietnia 1970 w Huddinge) – były szwedzki hokeista, reprezentant Szwecji, olimpijczyk.
Wychowanek klubu Västerås IK, w którym zakończył karierę w 2009.

## Kariera
- VIK Västerås HK (1987–1994)
- Philadelphia Flyers (1994–1995)
- Philadelphia Phantoms (1995–1997)
- Jokerit (1997–1999)
- SC Bern (1999–2004)
- Västerås IK (2004–2006)
- HC Davos (2006)
- Västerås IK (2006–2009)

Uczestniczył w turniejach mistrzostw świata w 1993, 1994, na zimowych igrzyskach olimpijskich 1994 oraz Pucharu Świata 1996.

## Sukcesy
Reprezentacyjne
- Srebrny medal mistrzostw świata: 1993
- Brązowy medal mistrzostw świata: 1994
- Złoty medal zimowych igrzysk olimpijskich: 1994

Klubowe
- Złoty medal Allsvenskan: 1988 z Västerås
- Frank Mathers Trophy: 1997 z Philadelphia Phantoms
- Brązowy medal mistrzostw Finlandii: 1998 z Jokeritem
- Srebrny medal mistrzostw Finlandii: 2000 z Jokeritem
- Złoty medal mistrzostw Szwajcarii: 2004 z SC Bern

Indywidualne
- Hokej na lodzie na Zimowych Igrzyskach Olimpijskich 1994: skład gwiazd turnieju
- AHL 1996/1996: pierwszy skład gwiazd
- NLA 2001/2002: pierwsze miejsce w klasyfikacji strzelców w sezonie zasadniczym: 27 goli